# Mon nom est Bulldozer
Pour plus de détails, voir Fiche technique et Distribution.
Mon nom est Bulldozer (titre original : Lo chiamavano Bulldozer) est un film italo-allemand réalisé par Michele Lupo et sorti en 1978.

## Synopsis
Après avoir passé plusieurs années aux États-Unis comme joueur de football américain, un italien retourne sur ses terres. Lorsqu'il arrive sur place, il découvre que plus rien n'est comme avant. En effet, des soldats américains et les habitants de son village se livrent à un combat sans merci.

## Fiche technique
- Titre original : Le chiamavano Bulldozer
- Titre anglophone : Uppercut
- Réalisation : Michele Lupo
- Scénario : Rainer Brandt, Marcello Fondato et Francesco Scardamaglia d'après une histoire de Marcello Fondato et Francesco Scardamaglia
- Directeur de la photographie : Franco Di Giacomo
- Montage : Antonietta Zita
- Musique : Guido et Maurizio de Angelis
- Production : Elio Scardamaglia
- Genre : Film d'action, comédie
- Pays :  Italie,  Allemagne de l'Ouest
- Durée : 110 minutes
- Date de sortie :
  - Allemagne de l'Ouest : 5 octobre 1978
  - France : 4 juillet 1979

## Distribution
- Bud Spencer (VF : Claude Bertrand) : Bulldozer
- Raimund Harmstorf (VF : Marc de Georgi) : Sergent Kempfer
- Ottaviano Dell'Acqua (VF : Pierre Arditi) : Gerry
- Nando Paone (VF : Jean-Pierre Leroux) : l'homme bizarre
- Enzo Santaniello (VF : Eric Baugin) : l'homme aux cheveux rouges
- Marco Stefanelli (VF : Georges Poujouly) : Tony
- Giovanni Vettorazzo (VF : Marc François) : Spitz
- Rene Koldehoff (VF : André Valmy) : Colonel Martin
- Joe Bugner (VF : Alain Dorval) : Orso
- Renato Chiantoni (VF : Henri Labussière) : Ozgur
- Gigi Reder : Curatolo
- Nello Pazzafini (VF : Michel Gatineau) : le patron du tripot / un joueur de cartes
- Omero Capanna (VF : Maurice Sarfati) : le croupier du tripot
- Osiride Pevarello (VF : Henry Djanik) : le serveur de la taverne
- Piero Del Papa (VF : Pierre Hatet) : le coiffeur
- Luigi Bonos (VF : Jean Violette) : l'homme du cabanon
- Riccardo Pizzuti (VF : Bernard Tiphaine) : Un soldat (non crédité)
- Claudio Ruffini (VF : Jacques Deschamps) : un soldat
- Luciano Bonanni (VF : Jean-Henri Chambois) : Osvaldo
- Carlo Reali (VF : Jacques Thébault) : l'officier commentateur du match (non crédité)

## Autour du film
- À la suite du succès du film, les distributeurs français ont décidé de ressortir le film Pied plat en Afrique sous le titre Inspecteur Bulldozer, un film dans lequel Bud Spencer avait joué auparavant.
- Ce film marque les débuts cinématographiques de l'ex-champion de boxe Joe Bugner. Il renouvellera sa collaboration avec Bud Spencer à plusieurs reprises, notamment dans Cul et chemise (aux côtés de Terence Hill), Le Shérif et les Extra-terrestres et On m'appelle Malabar.
- Le concept du film sera repris quatre ans plus tard dans Capitaine Malabar dit La Bombe mais dans le milieu de la boxe.